# Пархомовский, Яков Моисеевич
Яков Моисеевич Пархомовский (16 декабря 1911 — 3 июня 1991, Жуковский, Московская область) — советский учёный в области аэроупругости, лауреат Сталинской премии.

## Биография
В период с 1936 по 1991 годы работал в ЦАГИ, руководил отделом, последняя должность — главный научный сотрудник. Область научных интересов Пархомовского аэроупругость и флаттер.
Под руководством М. В. Келдыша в период 1941—1944 годов проводил исследования, которые заложили основы современной теории флаттера. Также разработал (совместно с Е. П. Гроссманом) теоретические основы исследований реверса и эффективности органов управления на упругом крыле, в том числе, совместно с Гроссманом обосновал важную для расчёта флаттера «гипотезу стационарности».
В 1950-е годы Пархомович совместно А. Ф. Минаевым и В. М. Фроловым провёл в аэродинамической трубе Т-109 ЦАГИ исследования влияния числа Маха на флаттер крыла и органов управления самолётов, что позволило установить поправки на сжимаемость воздуха для оценок, выполняемых в разных условиях, и при расчётах в несжимаемом потоке.
По совместительству преподавал в МАТИ (1939—1941), на кафедре теоретической механики МВТУ (1950—1955), в аспирантуре ЦАГИ (1955—1991).
Доктор технических наук (1945), профессор (1962).

## Награды и звания
- Сталинская премия (1949) — за теоретические и экспериментальные исследования в области механики (по итогам 1948 года)
- Орден Знак Почёта (1943)[8]
- Орден Красной Звезды (1945)[9]